# Last Night I Dreamt That Somebody Loved Me
 (décembre 2023).
Si vous disposez d'ouvrages ou d'articles de référence ou si vous connaissez des sites web de qualité traitant du thème abordé ici, merci de compléter l'article en donnant les références utiles à sa vérifiabilité et en les liant à la section « Notes et références ».
Singles de The Smiths
I Started Something I Couldn't Finish Stop Me If You Think You've Heard This One Before
Last Night I Dreamt That Somebody Loved Me est une chanson du groupe britannique The Smiths. Sortie en décembre 1987, elle atteint la trentième place des UK Singles Chart.
C'est l'un des trois singles de l'album Strangeways, Here We Come, et le dernier single du groupe. La chanson comporte sur l'album une introduction au piano, absente de la version single. La version complète dure 5 minutes 02, et la version réduite 3:12.

## Reprises
La chanson a été reprise par plusieurs artistes, dont Low dans leur coffret A Lifetime of Temporary Relief: 10 Years of B-Sides and Rarities de 2004, Eurythmics dans la réédition en 2005 de leur album We Too Are One, Grant-Lee Phillips dans son album Nineteeneighties en 2006.